# 戦争マラリア

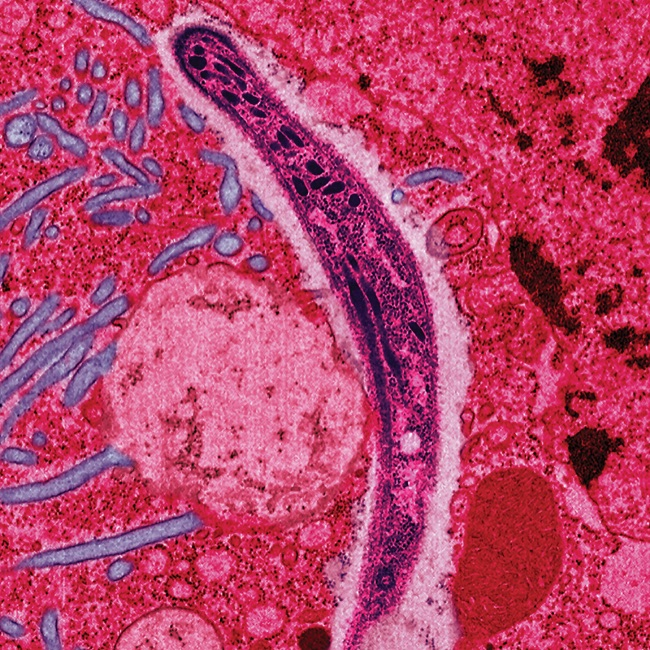
マラリア原虫の電子顕微鏡写真

戦争マラリア（せんそうマラリア）は、第二次世界大戦時の沖縄県で、有病地に強制疎開させられた一般住民や、駐留した日本軍の軍人･軍属等が罹患したマラリアである。戦争という状況の下で発生したマラリアであるため、平時のマラリアと区別して戦争マラリアと呼ばれる。

## 概要
沖縄県の八重山列島では「八重山熱」と呼ばれたマラリア発生地域が各地に存在することが古くから知られ、琉球王国時代からその地域に年貢増収を見込んでの開墾を意図した強制移住が行われては全滅する、という歴史が繰り返されていた。特に石垣島の北側（裏石垣）と西表島はその意味で恐れられた地域である。現在ではマラリアは一掃されているが、第二次世界大戦時にはまだ発生地域は多かった。
第二次世界大戦時、沖縄本島周辺では激しい戦闘が行われた。八重山諸島においては米軍の上陸こそ無かったものの、空襲や艦砲射撃による攻撃を受けた。その中で、一部地域で住民の疎開が行われ、しかもマラリアの発生する地域に移住させられたために、多くの人がマラリアに罹患し、多くの死者を出した。これが戦争マラリアと呼ばれる所以である。マラリアは戦争中の物資や人間の移動、栄養状況の悪化から県内の他地域にも広がり、沖縄県各地で被害者を出したが、八重山では直接の戦争被害よりマラリアの被害が突出している。
さらに波照間島などでは他地域とは別個に西表島への強制疎開が行われ、その結果として高率の感染と多数の死者を出した。これについてはより犯罪的色彩があるとの見方がある。
また、先島諸島（宮古列島、八重山列島）では、1944年から宮古島に約3万人、石垣島に約1万人の日本軍が駐留していたが、沖縄戦が本格化した1945年4月1日以降の記録では、宮古島で907人、八重山列島で184人の戦病死者が出た。元軍人や住民の証言によると、その大半はマラリア等の罹患が原因と見られている。宮古島では、日本軍による飛行場建設のために強制移住させられた住民にもマラリアが蔓延。流行は終戦後も続き、1947年の罹患者数は12,131人にのぼった。

## 石垣島等における経過

### 戦争の進展
八重山における連合国軍の攻撃は1944年10月の石垣島の空襲（十・十空襲）に端を発した。その後、1945年3月には連合国軍は慶良間諸島に上陸、そこから主戦場は沖縄本島とその周辺に移るが、その間、八重山は激しい空襲と艦砲射撃にさらされ続けた。八重山に向かったのは主として英国海軍であった。
これに対して日本軍は1943年に観音寺部隊が駐屯した後、次々と来島し、陸海軍8,000名が主として石垣島と西表島に陣地を築いた。また飛行場が建設され、地域住民は軍需品として資材や金属などの供出が求められ、また作業の労働力として動員された。連合国軍の攻撃に対する日本側の方針は「宮古では状況次第で上陸軍を攻撃するが、石垣においては持久戦に専念」というものであった。しかし連合軍は上陸戦を行わなかったので、高射砲で応戦するのみの防衛戦が行われた。

### 疎開へ
沖縄本島では、1945年5月下旬に日本軍第32軍が司令部のあった首里を離れ本島南部方面に敗走したため、大本営は指揮能力が失われたと判断、八重山軍を第32軍の上級部隊である台湾所在の第10方面軍の直轄下に移した。第10方面軍は沖縄本島地方の戦闘が終結に近いと見て、次に八重山が攻撃を受ける可能性が高いとの判断から、官民の移動が必要と考えた。
6月2日、旅団本部は石垣町長、大浜村長を呼び出し、一般住民の山岳地域への避難を命令した。石垣の中央の地区には郊外地区が疎開先として指定されたが、大浜村などは於茂登岳周辺など、より山岳地域が指定された。竹富村および波照間島に対しては西表島への疎開が命じられた。なお、波照間島へのこの指示はややさかのぼって3月末、黒島への指示は4月上旬であった。

### マラリアの発生
青年層の多くが鉄血勤皇隊や従軍看護婦として軍隊に編入させられている事もあり、疎開先への移動は困難を極めた。疎開先でも雨露がしのげる程度の茅葺き小屋、それも共同小屋が大半で、蚊帳を吊るすこともできず、蚊の襲来を避け得ない状態だった。また、不衛生な共同便所なども蚊の発生の原因となった。
山岳地域への疎開によって農業は中断し、配給も6月以降はほとんど無くなり、医療物資の欠乏、栄養不良の状況下で、マラリアが発生を始めた。小屋には病人が何人も横たわり、次々に死者が出た。7月23日に軍は疎開の指示を解除し、各部落へ戻ることを許したが、その命令が徹底せず、さらに戻るのが遅れた地区も多かった。さらに8月15日の終戦を過ぎても、当時の部隊長は避難先の住民にこれを知らせず、避難解除命令を出さなかったため、混乱が続いた地区もあった。これらのことは、住民が落ち着いた生活に戻ることを阻害し、さらに被害を広げた。
八重山における戦争被害は琉球政府文教局の『琉球資料集第一集』（1956・下記参考資料より孫引き）によると「空襲による死者174名、山地へ強制退避せしめたる結果、マラリアにより死亡したる者3647名、（以下物品被害を略）」というように、戦闘行為の犠牲よりマラリアの犠牲者数がはるかに上回った。結果的に八重山への上陸攻撃は行われなかった。

## 波照間島・黒島住民の集団罹患

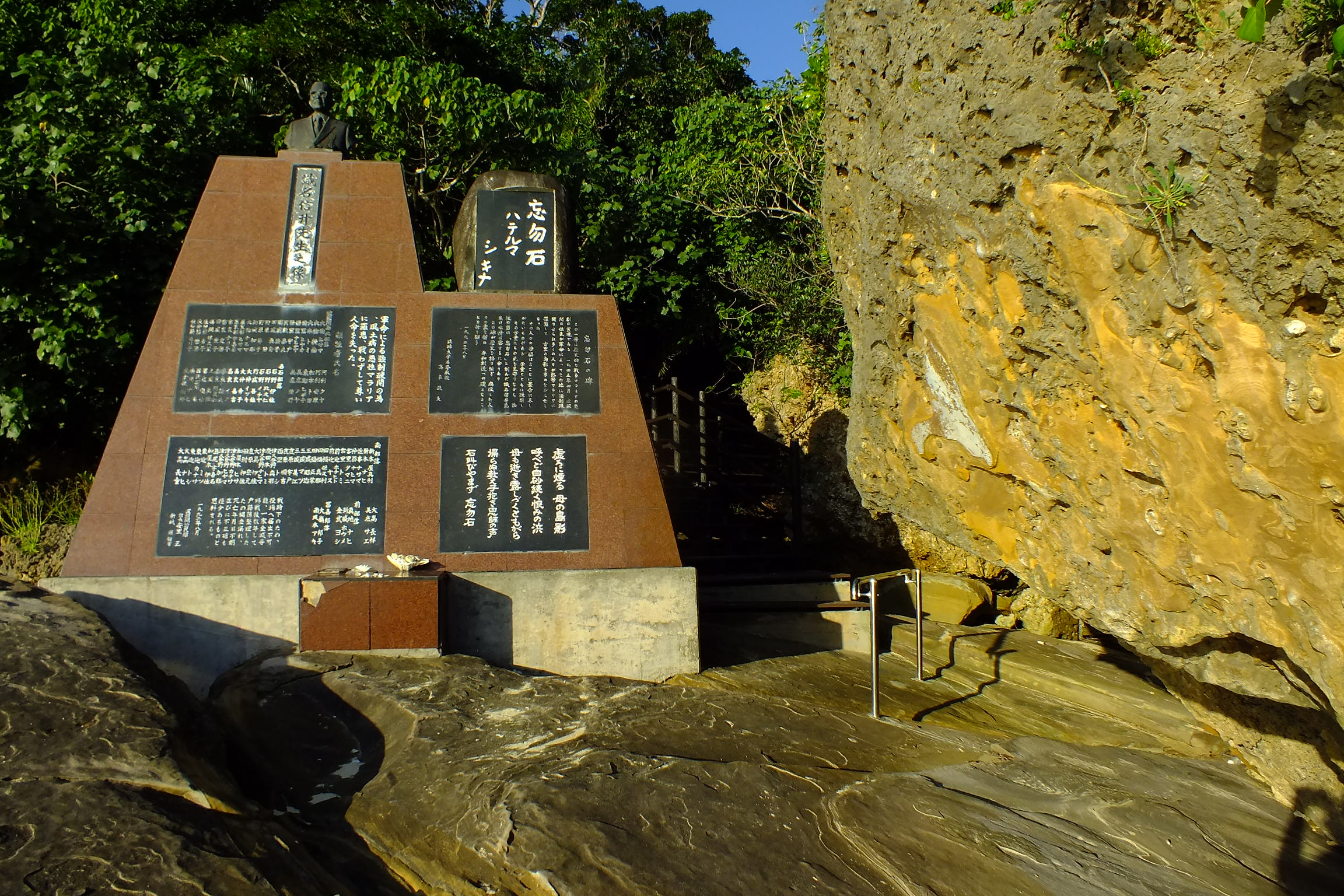
西表島・南風見田の浜にある「忘勿石之碑」。右脇の岩盤に「忘勿石 ハテルマ シキナ」の文字が刻まれている。

### 西表島への疎開命令
波照間島に疎開命令が出たのは、八重山における正式な疎開命令より3ヶ月ほど前、慶良間諸島にアメリカ軍が上陸した直後の1945年3月末（正確な日付は不明）であった。命令書はなく、旅団本部が口頭で竹富村の村長に伝えたという。理由は、アメリカ軍がこの島に上陸してくる可能性が高まったためとのことであった。
村長は波照間島出身の村議会議員に命令を伝えたが、議員は疎開を拒否した。すると、青年学校の指導員として波照間島に滞在していた山下虎雄なる人物が現れて疎開を命令した。山下は一変して軍服をまとうとともに帯刀し、中尉（少尉とも）と名乗って島を支配下に置いた。住民には疎開に反対する者もいたが、軍の命令でありやむなくこれに従った。山下は、反対する住民に対して顔を真っ赤にさせて怒り、「自分の言うことに反対する者はこの日本刀で斬る」と脅した。また、「米軍が波照間島に上陸する恐れがあるので島は無人島にする。家畜は一頭残らず殺し、家屋はすべて焼き払って、井戸には毒薬をいれる」と言ったという。
この山下という名前は偽名であり、その正体は陸軍中野学校・離島残置要員特務兵の陸軍軍曹酒井清（護郷隊では酒井喜代輔と名乗った）である。酒井は1945年の初めに、スパイ養成機関である陸軍中野学校から離島工作員に指定され、表向きは青年学校の指導員として送り込まれてきた人物である。
なお、酒井（山下軍曹）は、戦後に波照間島を訪れているが、1981年8月7日の来島時には、当時の浦仲浩公民館長はじめ、5つの部落代表、老人会、婦人会、青年会、町議など19人の連名で「あなたは、今次対戦〔ママ〕中から今日に至るまで名前をいつわり、波照間住民をだまし、あらゆる謀略と犯罪を続けてきながら、何らその償いをせぬどころか、この平和な島に平然として、あの戦前の軍国主義の亡霊を呼びもどすように三度来島したことについて全住民は満身の怒りをこめて抗議する」と直接抗議されている。戦後は滋賀県で工場を経営していた。
疎開先について島民の間で協議が行われ、マラリアの無病地である西表島東部の由布島（ゆぶじま）への疎開を主張する者もいた一方で、由布島は波照間島から離れていて荷物の運搬が困難であり、空襲があった小浜島にも近いため、洞穴が多く空襲の恐れがない西表島南東部の南風見田に賛成する者が多数であったとされる。その結果、島民のほとんどは南風見田に疎開し、由布島や古見に疎開したのはごく一部であった。しかし、南風見田はマラリアの発生地域であり、1920年にそのために廃村に追い込まれた地であった。

### 疎開の実施と集団罹患
住民は、島を出る前にすべての家畜を屠殺することが命じられた。これはアメリカ人が乗り込んだ時に食用として利用されるのを避けるためとのことだった。当時、島には牛750頭、馬130頭、豚240頭、山羊550頭、鶏5000羽がいたとも言うが、住民が手を下さなかったものは、旅団本部から送られた実行部隊がすべて処理したと言う。殺した家畜は解体し、肉は塩漬けや簡易的な燻製にし、島外に搬送した。なお、その後にこの島に防衛のための軍が派遣されることはなかった。
4月初頭に、ほぼ同様のことが黒島でも行われた。
波照間島住民の疎開は3月末に始まった。当初、住民は避難船で西表の南東端にある大原に到着し、そこから南風見田まで約8kmを徒歩で移動したが、後には南風見田に船を接岸できる場所を見つけた。しかし、そこで漁船が空襲を受けたため、その後は西表島南西部の鹿川湾に荷物を下ろして徒歩で南風見田に向かうようになった。先遣隊が建設した掘っ建て小屋で生活が始まったが、ほどなくマラリア患者が発生した。梅雨が明けると罹病者が増え、死者が続出するようになった。疎開地には2棟の病棟が造られたが、薬や医療設備はなく、やがて患者は病棟に収容しきれなくなった。7月に入って暑さが増すと罹病者も急増し、死者は70人以上にのぼった。
ちなみに彼らを引き連れた酒井（山下軍曹）は当初は共にここで宿泊したが、その後由布島に移動している。

### 帰島
酒井（山下軍曹）の横暴はひどく、村民の病人も多かったことから、7月30日、ついに彼に隠れて当時の波照間国民学校の識名信升校長らが舟で西表島を脱出して、石垣島の独立混成第45旅団長に直訴。ようやく疎開命令の解除を取り付けた。この時、識名は酒井（山下軍曹）に疎開解除が許可されたことを伝えたが、酒井（山下軍曹）は拒否した。たまりかねた島民は8月2日に緊急部落会を開いて全会一致で帰島を決議。酒井（山下軍曹）もこれに抗することはできなかった。なお、識名校長はこの横暴を極めた酒井（山下軍曹）と疎開の惨状について「自分と同じ人間がもう一人いたら山下軍曹を海に突き落としていたのに」と語っていたという。
島民は8月7日から帰島を開始し、まもなく8月15日に終戦となった。帰還を果たしたものの、すべての家畜は処分され、4ヶ月放置したままの農地は雑草に覆われ、住民は栄養不良と疲労が重なり、しかもマラリアに罹患している状態であった。その影響は長く残った。波照間住民のマラリア罹患率は99.7%（99.8%とするものもある）、死亡率は30.09%との記録がある。つまりほぼ全員が罹患し、その三分の一弱が死亡したのである。
疎開命令の解除を受けたとき、識名校長は、南風見田にあった石に「忘勿石　ハテルマ　シキナ」と刻み込んだ。これが今も残る忘勿石（わするないし）である。刻み込まれた文字は、長年の風雨にさらされて侵食が進んでいるが、今でも確認することができる。さらに1992年、マラリアで死亡した住民の霊を慰め、この悲劇を後世に伝えるために忘勿石のすぐ近くに「忘勿石之碑」が建立された。その後も8月15日には慰霊祭が行われている。
この波照間島と黒島における疎開は、むしろ住民避難の際に家畜を殺させ、その肉を回収することに軍の力を注いでいたという見方もある。宮良作は、むしろ旅団本部が肉を確保するために、必要のない住民疎開の命令を出したのだと主張している。黒島でも家畜が処分されたが、波照間島の場合よりやや穏やかで、家畜の所有者には軍側の一方的な価格ではあるが現金を支払われた。これは、波照間島でのあまりに強引なやり方に内部でも批判があったためという。

## アメリカ軍収容所でのマラリア感染
アメリカ軍によって保護された住民が収容された収容所や野戦病院においても、マラリアに感染して子供や老人が続々と死んでいった。一例として、浦添村（現浦添市）の場合、全犠牲者の1割以上にあたる312人は、収容所での生活中に死亡した。

## 沖縄戦でのマラリア犠牲者数

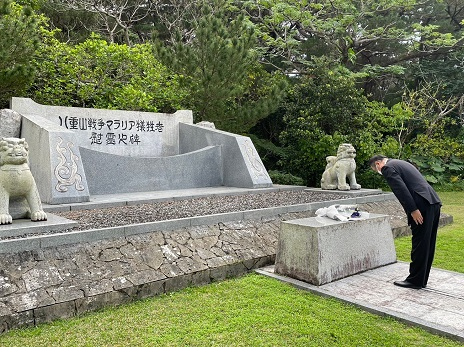
八重山戦争マラリア犠牲者慰霊の碑と、参拝・献花する沖縄及び北方対策担当大臣（撮影時）の岡田直樹。2023年1月撮影。

- 1995年に行われた竹富町の再調査によると、波照間島での犠牲者数は、当時の全人口1,511人に対して552人[26][27][28][注 3]。死亡時期は1945年7月から1947年に渡っている。1945年8月初めから波照間島への引き揚げが行われたが、多くの人間がすでにマラリアに罹患しており、引き揚げ時には元気だった人や復員してきた人にも次々に伝染し、波照間島は有病地帯になった[30]。
- 八重山列島での犠牲者数は、八重山民政府衛生部発行の資料「1945年戦争における八重山群島のマラリアについて」（沖縄県史所収）では全人口31,671人に対して3,674人とされていたが[3]、竹富町による1995年の調査では3,825人とされる[26]。7月23日引き揚げが許されたが、9月一杯まで犠牲者は続いた。
- 大田昌秀は「沖縄県史」第1巻の大城昭保論文を引用し、国頭（沖縄本島北部）一帯で1万名あまりがマラリアで死亡したとしている[31]。